# Marek Svobodník
Marek Svobodník (* 1984) je český tanečník, choreograf, jeden z obnovitelů skupiny DEKKADANCERS (tzv. 2. generace), demisólista baletu Národního divadla v Praze.

## Životopis
Absolvoval Konzervatoř Brno, poté v roce 2003 nastoupil do baletu Národního divadla Moravskoslezského v Ostravě. V roce 2006 se stal členem na dvě sezóny členem souboru pražské Laterny magiky. V roce 2008 přešel do baletu Národního divadla v Brně, kde se v roce 2009 stal sólistou. Na podzim roku 2012 nastoupil jako demisólista do angažmá v pražském Národním divadle, kde působí dosud.
 
V roce 2024 zde přešel na pozici charakterního tanečníka.
 
Systematicky se věnuje choreografii. Jako spoluzakladatel tzv. 2. generace DEKKADANCERS zde působí jako choreograf a tanečník.